# European League of Football
Az European League of Football egy 2020-ban alapított európai amerikaifutball-liga, a kontinens legmagasabb szintű professzionális nemzetközi bajnoksága.

## Lebonyolítás
A 2021-es szezonban 8 csapat vett részt, 2 csoportra osztva. A csapatok 10 mérkőzést játszottak az alapszakaszba (csoporton belül oda-vissza 6, csoporton kívül minden csapattal 1-1 meccset). Az elődöntőbe a két csoport első két helyezettje került, melynek győztesei bejutottak a döntőbe.
A 2022-es évben 12 csapat indult, akik 3 konferenciára lettek osztva. Minden csapat 12 meccset játszik az alapszakaszban (a 3 konferencián belüli és 3 másik csapat ellen oda-vissza). A három konferencia győztese és a legjobb 2. helyezett jut az elődöntőbe.
A 2023-as kiírásban 17 csapat indult, 3 konferenciára osztva. Minden csapat 12 mérkőzést játszik (6 csapat ellen oda-visszavágó alapon) a 14 játékhét alatt. A 3 csoportgyőztes és a 3 további legjobb mérleggel rendelkező csapat jut a rájátszásba, ahol a 3-6. helyen rangsorolt csapatok wild card mérkőzést játszanak az elődöntőbe jutásért.

## Története
Az alapítandó új ligát 2020 novemberében, a Covid19-járvány alatt jelentette be Patrick Esume komisszár. A liga tervei szerint meglévő csapatok és új klubok alakították volna az új ligát, főleg németországi központtal. Miután néhány csapat (közte az összes GFL-együttes) visszakozott, végül 8 csapattal tudott elindulni az első szezon, közte 6 német csapattal, egy spanyollal, illetve az egyetlen létező egyesületként csatlakozó lengyel Wrocław Panthers-szel. Az NFL-lel között egyezség alapján a liga csapatai jogot kaptak a korábbi NFL Europe csapatnevek használatára. A mérkőzések lebonyolítása a kontinensen megszokott, egyetemi alapú IFAF szabályok helyett alapvetően az NFL-t követik, a szélesebb szurkolói bázis elérése érdekében.
Az első szezon 2021 júniusában kezdődött. A 8 csapat 2 csoportra lett osztva, és az első 2-2 helyezett jutott a rájátszásba. Az első döntő helyszíne a düsseldorfi a Merkur Spiel-Arena volt, és a Frankfurt Galaxy 32–30 arányú győzelmet aratott a Hamburg Sea Devils ellen.
A 2022-es szezonban 12 csapat szerepelt – a 8 korábbi mellé csatlakozott Ausztriából a Vienna Vikings és a Tirol Raiders, valamint Törökországból az Istanbul Rams, továbbá az újonnan alakult Rhein Fire. A 2023-as évben további csapatokkal bővül a liga, melyek a magyar Fehérvár Enthroners, az olasz Milano Seamen és az újonnan megalakuló svájci Helvetic Guards illetve a Munich Ravens, illetve később bejelentették a cseh Prague Lions és az újonnan megalakuló Paris Musketeers csatlakozását is. Az Istanbul Rams a szezon előtt visszalépett, így a 2023-as kiírást 17 csapattal rendezik meg.
A mérkőzéseket a 2022-es és a 2023-as szezonban az Arena4 csatorna online felületein lehetett követni Magyarországon.

## Résztvevő csapatok
| Klub                 | Székhelye           | Részvétel | Jelenlegi csoport |
| -------------------- | ------------------- | --------- | ----------------- |
| Barcelona Dragons    | Reus                | 2021–2024 | –                 |
| Berlin Thunder       | Berlin              | 2021–     | Északi            |
| Cologne Centurions   | Köln                | 2021–     | Nyugati           |
| Fehérvár Enthroners  | Székesfehérvár      | 2023–     | Keleti            |
| Frankfurt Galaxy     | Frankfurt am Main   | 2021–     | Nyugati           |
| Hamburg Sea Devils   | Hamburg             | 2021–     | Északi            |
| Helvetic Guards      | Zürich              | 2023      | –                 |
| Helvetic Mercenaries | Zürich              | 2024–     | Déli              |
| Istanbul Rams        | Isztambul           | 2022      | –                 |
| Leipzig Kings        | Lipcse              | 2021–2023 | –                 |
| Madrid Bravos        | Madrid              | 2024–     | Déli              |
| Milano Seamen        | Milánó              | 2023–2024 | –                 |
| Munich Ravens        | München             | 2023–     | Déli              |
| Nordic Storm         | Koppenhága, Malmö   | 2025–     | Északi            |
| Paris Musketeers     | Párizs              | 2023–     | Nyugati           |
| Prague Lions         | Prága               | 2023–     | Keleti            |
| Rhein Fire           | Düsseldorf/Duisburg | 2022–     | Északi            |
| Stuttgart Surge      | Stuttgart           | 2021–     | Nyugati           |
| Tirol Raiders        | Innsbruck           | 2022–     | Déli              |
| Vienna Vikings       | Bécs                | 2022–     | Keleti            |
| Wrocław Panthers     | Wrocław             | 2021–     | Keleti            |

## Az ELF eddigi győztesei
Az ELF eddigi győzteseinek listája:

### Évek szerint
| No. | Év   | Klubok száma | Bajnokcsapat     | Második hely       | Helyszín                  | Rendező város | Nézőszám |
| --- | ---- | ------------ | ---------------- | ------------------ | ------------------------- | ------------- | -------- |
| I   | 2021 | 8            | Frankfurt Galaxy | Hamburg Sea Devils | Merkur Spiel-Arena        | Düsseldorf    | 22 000   |
| II  | 2022 | 12           | Vienna Vikings   | Hamburg Sea Devils | Hypo-Arena                | Klagenfurt    | 10 873   |
| III | 2023 | 17           | Rhein Fire       | Stuttgart Surge    | Schauinsland-Reisen-Arena | Duisburg      | 31 500   |
| IV  | 2024 | 17           | Rhein Fire       | Vienna Vikings     | Veltins-Arena             | Gelsenkirchen | 41 364   |
| V   | 2025 | 16           |                  |                    | MHPArena                  | Stuttgart     |          |

### Bajnoki címek száma szerint
| Klub               | Bajnoki címek  | 2. hely        |
| ------------------ | -------------- | -------------- |
| Rhein Fire         | 2 (2023, 2024) | 0              |
| Vienna Vikings     | 1 (2022)       | 1 (2024)       |
| Frankfurt Galaxy   | 1 (2021)       | 0              |
| Hamburg Sea Devils | 0              | 2 (2021, 2022) |
| Stuttgart Surge    | 0              | 1 (2023)       |

## Külső hivatkozások
- Hivatalos oldal Archiválva 2023. június 19-i dátummal a Wayback Machine-ben